# Thurgau kanton
Thurgau (franciául Thurgovie, olaszul Turgovia) Svájc egyik kantonja az ország északi részén. Nevét a Rajna mellékfolyójáról, a Thurról kapta. Túlnyomórészt német anyanyelvű lakosainak száma 2013-ban 260 278 volt. Fővárosa Frauenfeld.

## Fekvése
Thurgau északi határát a Rajna és a Boden-tó alkotja. A kanton északon Németország Baden-Württemberg tartományával, keleten a tavon keresztül Ausztriával, délen Sankt Gallen kantonnal, nyugaton Zürich kantonnal, északnyugaton pedig Schaffhausen kantonnal határos. Területe 991 km², melynek 60%-át a mezőgazdaság hasznosítja. Legmagasabb pontja a 991 méter magas Hohgrat.

## Története

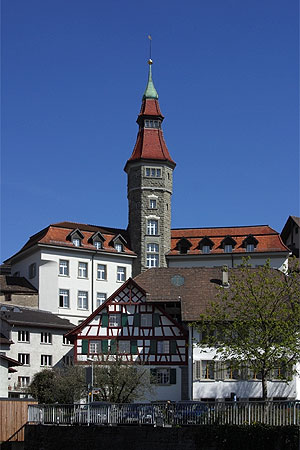
A frauenfeldi városháza

Az újkőkorban a kanton területét a Boden-tó partján megtelepedő Pfyn-kultúra népei lakták. A Római Birodalmon belül Raetia provincia része volt, egészen 450-ig, amikor a germán alemannok idetelepedtek.
A 6. századtól Alemannia, majd az azt meghódító Frank Birodalom egyik gauja, megyéje volt, majd a 10. század elején a Sváb Hercegséghez került. Az akkori Thurgau jóval nagyobb volt a mostani kantonnál, hozzá tartozott Sankt Gallen nagy része, Appenzell és Zürich kanton keleti fele. A középkori Thurgau legfontosabb városai a püspöki székhely Konstanz és az apátságáról híres Sankt Gallen voltak.
A kanton legnagyobb birtokosai a Zähringenek és a Kyburgok voltak; kihalásuk után földjeiket a Habsburgok szerezték meg. 1460-ban az Ósvájci Konföderáció hét kantonja (Zürich, Luzern, Uri, Schwyz, Unterwalden, Zug és Glarus) elhódította Thurgaut a Habsburg-háztól.
A reformáció idején a függőségben tartott Thurgauban ütközött egymással a protestáns és katolikus kantonok befolyása. 1524-ben nagy port vert fel, amikor a helyi parasztok kifosztották az ittingeni kolostort és elkergették a szerzeteseket. 1526 és 1531 között a lakosság nagy része áttért a reformált vallásra, bár 1531-ben a második kappeli háborúban a protestáns Zürich elvesztette helyi befolyását. A kappeli béke mindkét egyház képviselőinek engedélyezte a vallásgyakorlást, bár a szerződés általában inkább a katolikusoknak kedvezett. A kantonon belüli vallási feszültségek is hozzájárultak az első villmergeni háború kirobbanásához 1656-ban, amikor Zürich egy időre megszállta Thurgaut.
Thurgau 1798-ban a Helvét Köztársaság idején először kapta meg a formális kantoni jogállást, majd a köztársaság 1803-as felbomlása és a Svájci Államszövetség megalakulása után önálló kantonként csatlakozott az új konföderációhoz. A Kyburg-ház színein alapuló kantoncímert 1803-ban fogadták el.
A kanton alkotmányát utoljára 1987-ben változtatták meg.

## Népesség
A 2013 decemberében mért adatok szerint Thurgaunak 260 278 lakosa volt; többségük anyanyelve a német. A vallási megoszlás kiegyensúlyozott, a thurgauiak 45%-a evangélikus, 36%-a pedig katolikus. 

## Közigazgatás

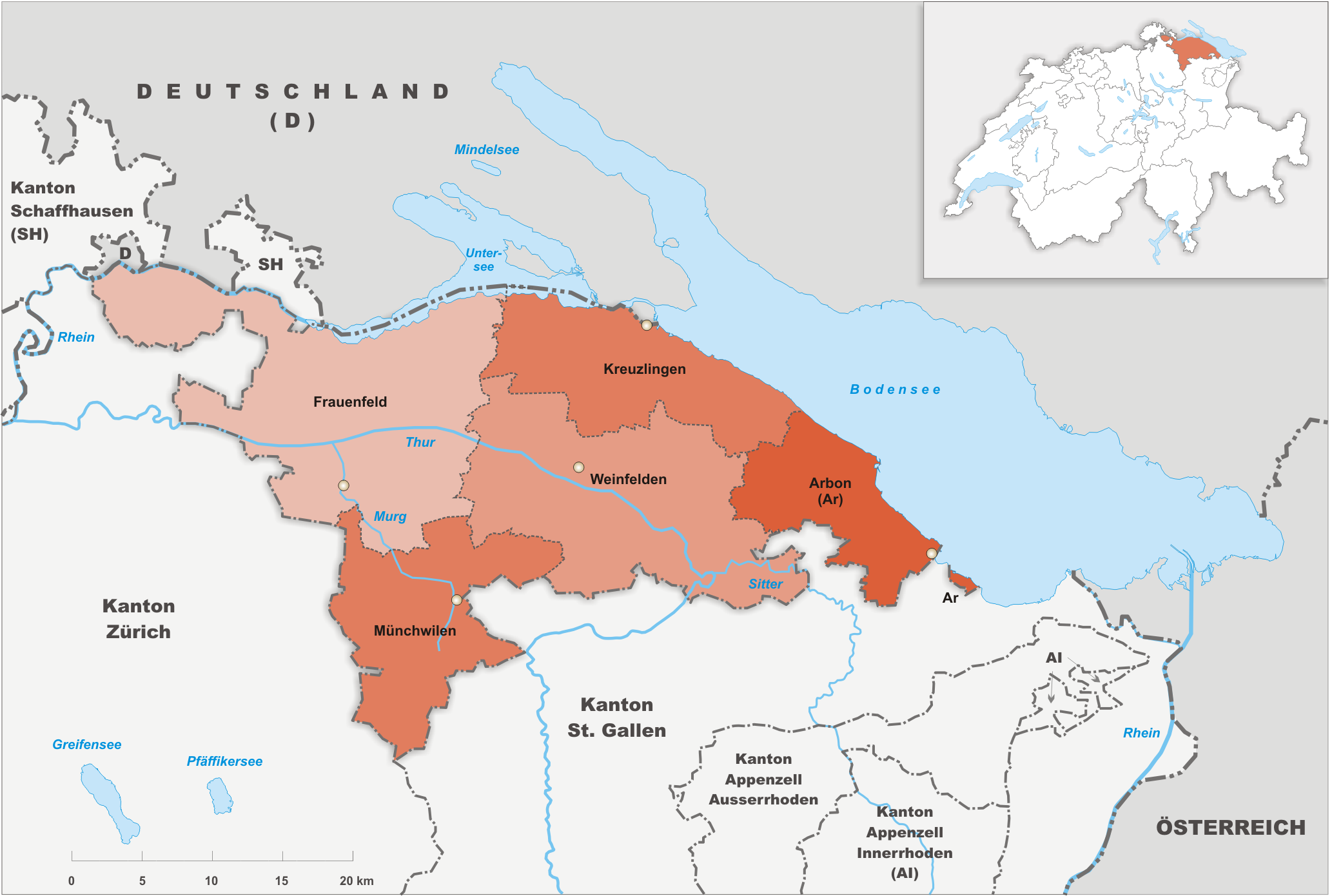
Thurgau kerületei

Thurgau fővárosa Frauenfeld. A 2011-es közigazgatási reform óta a kantont öt kerületre (korábban nyolc volt, de Steckborn, Bischofszell és Diessenhofen kerületeket megszüntették) és 80 önkormányzatra (községre) osztják. A kanton kerületei:
- Frauenfeld, székhelye Frauenfeld
- Kreuzlingen, székhelye Kreuzlingen
- Weinfelden, székhelye Weinfelden
- Münchwilen, székhelye Münchwilen
- Arbon, székhelye Arbon

## Gazdaság
Thurgau gazdaságában jelentős szerepet játszik a mezőgazdaság, a kanton elsősorban zöldség- és gyümölcstermeléséről (alma, körte és egyéb gyümölcsök) ismert. Az alma nagy részét almaborrá dolgozzák fel. A Thur völgyében bort is termelnek.
Az iparra elsősorban a kis- és közepes vállalkozások jellemzőek, fontos ágai a gépgyártás, elektronikai és műanyagipar, valamint az élelmiszeripar.  

## Fordítás
- Ez a szócikk részben vagy egészben  a   Thurgau című angol Wikipédia-szócikk ezen változatának fordításán alapul.  Az eredeti cikk szerkesztőit annak laptörténete sorolja fel. Ez a jelzés csupán a megfogalmazás eredetét és a szerzői jogokat jelzi, nem szolgál a cikkben szereplő információk forrásmegjelöléseként.